# Ramblin’ Jack Elliott

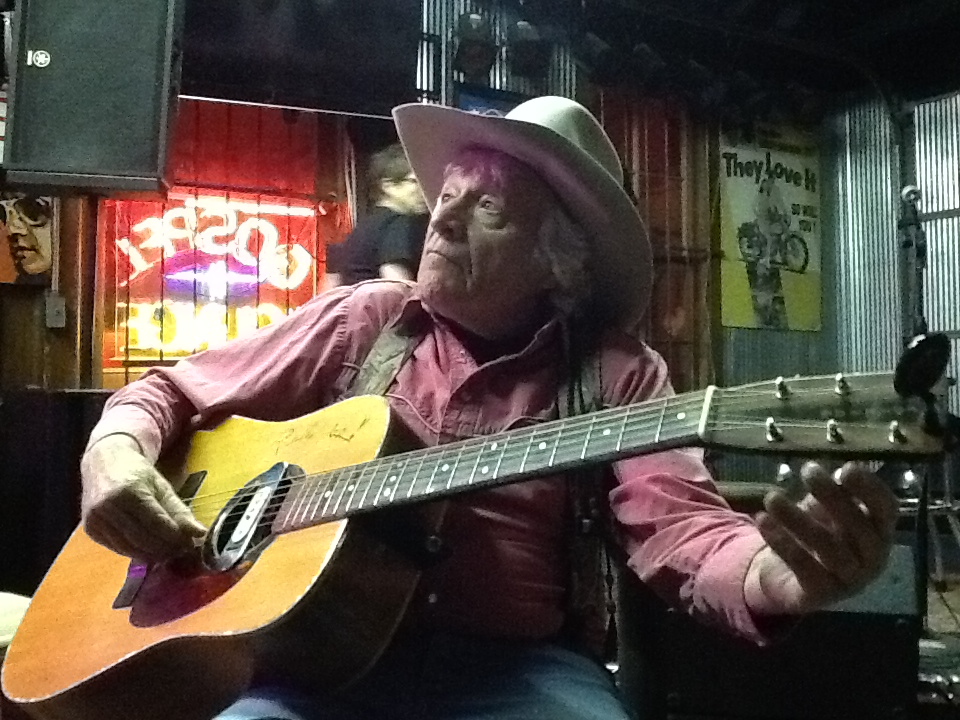
Ramblin’ Jack Elliott

Ramblin’ Jack Elliott, auch Elliott Charles Adnopoz (* 1. August 1931 in Brooklyn, New York City), ist ein von Woody Guthrie beeinflusster US-amerikanischer Folksänger.

## Leben
Elliott wuchs in einer New Yorker jüdischen Familie auf und verließ sein Elternhaus mit 15 Jahren, um sich Rodeo-Shows anzuschließen. Nach seiner Rückkehr lernte er Gitarre spielen und begann als „singender Cowboy“ u. a. mit Woody Guthrie und Derroll Adams aufzutreten. Guthries Sohn Arlo sagte später, er habe die Lieder seines Vaters erst über Elliott kennengelernt. Elliott beeinflusste Folksänger wie Phil Ochs und Bob Dylan, an dessen Rolling Thunder Revue Elliott 1975 teilnahm. Elliott trat auch in Dylans Film Renaldo and Clara auf. 1980 beteiligte er sich an der zweiten Folk Friends Sessionaufnahme in Hannes Waders Mühle.
Auch im Jahre 2013 trat Ramblin’ Jack Elliott noch auf, beispielsweise beim Newport Folk Festival.

## Diskographie
- Ramblin' Jack Elliott: Kerouac's Last Dream. Wundertüte. rec.1980/CD 1993.
- Ramblin' Jack Elliott: A Strange Here. Label Anti/Indigo - Recorded and mixed at The Garfield House, South Pasadena, CA July 21-24, 27-29, 2008/CD 2009